# Phong lá quế
Phong lá quế hay còn gọi thích mười nhị (danh pháp khoa học: Acer laurinum) là một loài thực vật có hoa trong họ Bồ hòn. Loài này được Hassk. mô tả khoa học đầu tiên năm 1843.